# Vita e Pensiero (casa editrice)
Vita e Pensiero è la casa editrice dell'Università Cattolica del Sacro Cuore.

## Storia
Nasce il 20 gennaio 1918 a Milano, nella sede di Corso Venezia 15, grazie ad Armida Barelli, Ludovico Necchi, Francesco Olgiati e Agostino Gemelli, poi fondatori dell'Università Cattolica (1921).
Il nome viene mutuato dalla rivista Vita e Pensiero, fondata e diretta da Agostino Gemelli nel 1914. A partire da questo primo periodico il catalogo dell'editrice si è arricchito di numerose riviste accademiche, che ancora oggi costituiscono l'ambito privilegiato ove si esprime la ricerca nelle varie discipline in cui l'Università è specializzata. L'attività della casa editrice si moltiplica poi pubblicando testi soprattutto di argomento filosofico, attraversando il fascismo e ospitando nel suo catalogo anche opere di perseguitati politici, come il volumetto I tempi e gli uomini che prepararono la “Rerum novarum” di Mario Zanatta, pseudonimo di Alcide De Gasperi. Nell'agosto del 1943 subisce i bombardamenti che colpiscono piazza Sant'Ambrogio, perdendo così in un incendio i primi decenni di storia conservati nell'archivio e nel magazzino.
Vita e Pensiero dispone anche di una propria libreria di 380 m², situata all'interno dell'Università in un edificio progettato da Giovanni Muzio sul finire degli anni Venti. Nel 2004 gli interni della Libreria Vita e Pensiero sono stati rimodellati dall'architetto Giovanni Galla e dal grafico Andrea Musso, ancora oggi art director della casa editrice. Il restauro è stato tenuto a battesimo dallo scrittore Claudio Magris, da Ermanno Paccagnini e dall'allora rettore dell'Università Cattolica Lorenzo Ornaghi il 27 gennaio 2005.
Nel 2018 la casa editrice ha compiuto un secolo di vita e ha festeggiato con una serie di incontri sul valore della lettura, una kermesse intitolata Viva il lettore, con la realizzazione del Catalogo storico e la digitalizzazione dell'archivio di quasi tutte le riviste, a partire da Vita e Pensiero.

## Catalogo
Il catalogo della casa editrice comprende più di 800 titoli ed è articolato in 3 sezioni: Saggistica di taglio non specialistico, Università e Strumenti.